# 斯波義郷
斯波 義郷（しば よしさと）は室町時代中期の守護大名。斯波氏（武衛家）8代当主。斯波義教（初め斯波義重）の次男。母は甲斐教光の娘で甲斐常治は従兄弟にあたる。7代当主の斯波義淳は異母兄。同母弟に斯波持有がいる。子に義健。官位履歴は従五位下から従四位下。治部大輔そして左衛門佐。

## 概要
初め僧籍にあり、瑞鳳と名乗り相国寺の鄂隠和尚の弟子であった。永享5年（1433年）11月、兄義淳が重病となると、6代将軍足利義教の命により還俗し、斯波氏の家督を継ぎ、また義教より偏諱（「義」の字）を賜って斯波義郷と名乗る。永享6年（1434年）2月に室町幕府に出仕。越前・尾張・遠江の守護職を継承する。義教は義郷を気に入ったらしく、家督を継いだ直後の永享6年2月4日には義郷邸を訪問（『満済准后日記』）し、同年12月26日に義郷が正式に元服した際には加冠役を務めている（『看聞日記』）。
家督を継いで3年後の永享8年（1436年）9月29日、正親町三条実雅（正親町三条公治の父、義教正室・尹子の兄）宅訪問の帰路、陸橋から馬もろとも転落し、翌30日に死去した。享年27。法名は宝泉院殿道慶祥岩。家督は子の千代徳丸（斯波義健）が2歳で継いだ。

## 偏諱を受けた人物
義郷時代（斯波氏当主時代）
- 織田郷広（尾張守護代）
- 斯波郷長（鞍谷斯波家当主）